# ام پی جابر
ام پی جابر (انگلیسی: M. P. Jabir؛ زادهٔ ۸ ژوئن ۱۹۹۶) ورزشکار دو و میدانی اهل هند است.